# Wapen van Bedum

Het wapen van de gemeente Bedum.

Het wapen van Bedum werd op 4 april 1892 per koninklijk besluit aan de Groningse gemeente Bedum toegekend. Vanaf 2019 is het wapen niet langer als gemeentewapen in gebruik omdat de gemeente Bedum in de nieuwe gemeente Het Hogeland op is gegaan.

## Blazoenering
De beschrijving van het wapen luidde in 1892 als volgt:
Van lazuur beladen met eene schuinslinks geplaatste spade van zilver met steel van sabel, gekruist met een schuinsrechts geplaatst kruis van goud en een zilveren wetstafel op het kruispunt of in het midden van het schild gesteld. Het schild gedekt met eene gouden kroon van 5 fleurons.
N.B.:
De heraldische kleuren zijn: azuur (blauw), keel (rood), zilver en goud.

## Oorsprong
Het wapen symboliseert de ontstaansgeschiedenis van de gemeente onder invloed van de geestelijken Walfridus en Liudger en diens arbeid. De spade staat voor het verzwaren van de Wolddijk, het kruis voor het prediken van het christendom en de wetstafel voor het vervaardigen van de wetgeving. 
De gemeente Bedum had eerst een wapen aangevraagd met Walfridus als monnik, welke een schop en wetstafel in de hand vasthield en op een dijk stond, gelegen in een waterplas. Omdat hier geen achtergrondinformatie was bijgevoegd, vroeg de Hoge Raad van Adel eerst om deze informatie. Nadat deze aangekomen was, besloot de Hoge Raad van Adel dat de symboliek achter het wapen weliswaar juist was, maar dat er toch wel wat aan het wapen moest veranderen. Ten eerste was de Walfridus hoogstwaarschijnlijk geen monnik (zijn vrouw overleefde hem), en ten tweede was de voorstelling te veel een plaatje. De Hoge Raad van Adel stelde daarop het volgende wapen voor: Gedeeld: I in azuur een schop van natuurlijke kleur en II in keel een kruis van goud. De Hoge Raad van Adel liet hierop de wetstafel dus vallen. De gemeente wilde die echter handhaven, zodat uiteindelijk het huidige wapen ontstond.
Adorp
· Aduard
· Appingedam
· Baflo
· Bedum
· Beerta
· Bellingwedde
· Bellingwolde
· Bierum
· De Marne
· Delfzijl 
· Eemsmond
· Eenrum
· Ezinge
· Finsterwolde
· Grijpskerk
· Grootegast
· Haren
· Hefshuizen
· Hoogezand
· Hoogezand-Sappemeer
· Hoogkerk
· Kantens
· Kloosterburen
· Leek
· Leens
· Loppersum
· Marum
· Meeden
· Menterwolde
· Middelstum
· Midwolda
· Muntendam
· Nieuweschans
· Nieuwe Pekela
· Nieuwolda
· Noordbroek
· Noorddijk
· Oldehove
· Oldekerk
· Onstwedde
· Oosterbroek
· Oude Pekela
· Reiderland
· Sappemeer
· Scheemda
· Slochteren
· Stedum
· Ten Boer
· Termunten
· Uithuizen
· Uithuizermeeden
· Ulrum
· Usquert
· Vlagtwedde
· Warffum
· Wedde
· Wildervank
· Winschoten
· Winsum
· 't Zandt
· Zuidbroek
· Zuidhorn